# Шиндевольф, Отто
О́тто Ге́нрих Шиндево́льф (нем. Otto Heinrich Schindewolf; 7 июня 1896 — 10 июня 1971) — немецкий палеонтолог и эволюционист. Специализировался на ископаемых кораллах и головоногих. На основе изучения аммоноидей разработал теорию прерывистой эволюции, которая получила название теории типострофизма.

## Краткая биография
С 1919 по 1927 год Шиндевольф преподаёт в Марбургском университет, тогда же становится директором Геологической службы Берлина.
С 1948 года — профессор геологии Тюбингенского университета, где работал до выхода на пенсию в 1964 году.
Его «Основные вопросы палеонтологии»  были опубликованы в Германии в 1950 году и стали важной вехой в развитии палеонтологии, послужившей одним из источников концепции квантовой эволюции Джорджа Симпсона и общего усиления позиций сальтационизма в 60-80-х годах XX века.
Получила известность фраза из книги: «Искать переходные формы бесполезно, потому что их и не было: первая птица вылупилась из яйца рептилии».

## Эволюционные взгляды
Бурное развитие генетики в первой половине прошлого века вдохновило Шиндевольфа применить её для истолкования результатов своих палеонтологических исследований. Особенно его внимание привлекала физиологическая генетика Рихарда Гольдшмидта, который видел макромутации основным фактором прогрессивной эволюции. В неполноте палеотологической летописи Шиндевольф видел проявление и подтверждение идеи «обнадёживающих монстров», как назвал Гольдшмидт носителей макромутаций.
В основу своей теории Шиндевольф положил понятие типостоф — быстрого преобразования типов организации живого. Таким образом он сделал макромутации, или системные мутации, единичными событиями эволюции органического мира, вступившего в фазу масштабных изменений.
Эта первая фаза эволюционного цикла получила название типогенеза. По утверждению Шиндевольфа, на ход событий во время типогенеза естественный отбор не оказывает никакого влияния. Это он обосновывал тем, что действенность естественного отбора требует больших промежутков времени, а также по тому, что признаки типов нейтральны, поскольку возникают в результате свободного формообразования и не носят адаптивного характера. А прогресс организации прослеживается как результат прямолинейного развития новых типов. В этом утверждении состоит близость типострофизма к ортогенезу. Такое постепенное развитие параллельными линиями Шиндевольф назвал типостазом. Типостаз является скорее выявлением заложенных в типе возможностей, а не созиданием нового. На стадии типостаза может происходить пришлифовка видов к условиям окружающей среды, в том числе под действием естественного отбора. Дифференциация исходных типов приводит к росту разнообразия органического мира.
В конце концов, типостаз переходит в типолиз — старение и смерть таксона вследствие чрезмерной специализации и неадаптивного переразвития отдельных систем и органов, что нарушает согласованность организации. В таком уподоблении цикла развития таксона жизненному циклу организма можно усмотреть связь теории типотрофизма с концепциями Джованни Брокки и Даниеля Розы.
В поздних работах Шиндевольф постулировал космическое воздействие на ход эволюции. Типогенез (появление новых типов), и типолиз (исчезновение) он стал связывать с воздействием космических лучей.
Если раньше появление новых типов было процессом автогенетическим, то теперь, разочаровавшись в своих ранних гипотезах, Шиндевольф был вынужден привлечь для их инициации внешние факторы. Кроме прямого действия жёсткого космического излучения новая версия теории учитывала и вторичное мутагенное действие, образовавшихся радиоактивных изотопов, которые могут проникать глубоко в ткани организма, и даже входить в состав молекул хромосом.
Шиндевольф признавал недостаточнось обоснований своей гипотезы, однако многолетние размышления привели его к выводу, что альтернативы у неё пока не имеется. Хотя теория типострофизма и упрощала реальный ход эволюционного процесса, она всё же лучше других объясняла те палеонтологические данные, которые были добыты и самим Шиндевольфом, и многими другими палеонтологами.

## Основные труды
| 1925 | Entwurf einer Systematik der Perisphincten // Neues Jb. Miner. Stuttgart. — Т. 52. — С. 309—343.                                                                  |
| 1929 | Ontogenie und Phylogenie // Paläontolog. — Т. 11. — С. 54—74. |
| 1929 | Vergleichende Studien zur Phylogenie, Morphogenie und Terminologie der Ammoneenlobenlinie. — Berlin: Im Vertrieb bei der Preussischen Geologischen Landesanstalt. |
| 1936 | Paläontologie Entwicklungsgeschichte und Genetik: Kritik und Synthese. — Berlin: Gebrüder Borntraeger.                                                            |
| 1944 | Grundlagen und Methoden der paläontologischen chronologie. — Berlin: Gebrüder Borntraeger.                                                                        |
| 1948 | Wesen und Geschichte der Paläontologie. — Berlin: Wissenschaftl. Editionsges.                                                                                     |
| 1950 | Grundfragen der Paläontologie. Geologische Zeitmessung. Organische Stammesentwicklung. Biologische Systematik. — Stuttgart: E. Schweizerbart.                     |
| 1950 | Der Zeitfaktor in Geologie und Paläontologie. — Stuttgart: E. Schweizerbart.                                                                                      |
| 1952 | Evolution vom Standpunkt eines Paläontologen // Ber. Schweiz. paläontol. Ges. — Т. 45. — С. 374—386.                                                              |
| 1954 | Über die möglichen Ursachen der globen erdgeschichtlichen Faunenschnitte // Neues Jb. Geol. und Paläontol. — Т. 10. — С. 457—465.                                 |
| 1963 | Neokatastrophismus? // Ztschr. Dt. geol. Ges. Hannover. — Т. 114. — С. 430—445.                                                                                   |
| 1970 | Stratigraphie und Stratotypus. — Mainz: Verl. der Akademie der Wissenschaften u.d. Literatur.                                                                     |